# Vajszló
Vajszló är en ort i Ungern.   Den ligger i provinsen Baranya, i den sydvästra delen av landet, 200 km söder om huvudstaden Budapest. Vajszló ligger 100 meter över havet och antalet invånare är 1 888.
Terrängen runt Vajszló är mycket platt. Runt Vajszló är det ganska glesbefolkat, med 21 invånare per kvadratkilometer. Närmaste större samhälle är Harkány, 19,6 km öster om Vajszló. Trakten runt Vajszló består till största delen av jordbruksmark.